# Ceroxylon alpinum
Ceroxylon alpinum es una especie de planta fanerógama perteneciente a la familia Arecaceae. Es originaria de Colombia, Ecuador, Venezuela y Perú.
Está considerada en peligro de extinción por la pérdida de hábitat.

## Descripción
Ceroxylon alpinum tiene un tallo solitario, que alcanza un tamaño de 20 m de altura, con 15-30 cm de diámetro, de color blanco con cicatrices foliares negras, o más raramente de color gris a marrón. Las hojas de 5 m de longitud; con 100 pinnas  a cada lado, se insertan regularmente en un plano, a menudo algo pendular, verdes y glabras por el haz, y por el envés de color blanco plateado y con una capa delgada de cera, las pinnas centrales de 70-90 cm de largo y 3-4 cm de ancho. Las inflorescencias arqueadas a pendulares, de 3 m de largo,  Frutas globosas, de 1-2 cm de diámetro, ligeramente rugosas, de color rojo maduras.

## Taxonomía
Ceroxylon alpinum fue descrita por Bonpl. ex DC. y publicado en Bulletin des Sciences, par la Societe Philomatique 3: 239. 1804.
Etimología
Ceroxylon: nombre genérico compuesto de las palabras griegas: kèròs = "cera" y xγlon = "madera",  en referencia a la gruesa cera blanca que se encuentra en los troncos.
alpinum: epíteto latíno que significa "alpino, de las montañas".
Sinonimia:
- Ceroxylon alpinum subsp. alpinum
- Ceroxylon andicolum Humb. & Bonpl.
- Ceroxylon andicolum var. occidentale R.B.White ex Fawc.
- Ceroxylon ferrugineum Regel
- Iriartea andicola (Humb. & Bonpl.) Spreng.[6][7]

## Nombre común
Chonta (Quindío, Colombia); palma bendita (Venezuela); palma de cera (Quindío, Valle del Cauca, Colombia; Venezuela); palma real (Valle del Cauca, Colombia).